# گریگوری کولیک
گریگوری کولیک (روسی: Григо́рий Ива́нович Кули́к؛ ۹ نوامبر ۱۸۹۰ – ۲۴ اوت ۱۹۵۰) فرد نظامی اهل امپراتوری روسیه بود.
وی همچنین برندهٔ جوایزی همچون درجه پرچم سرخ، نشان لنین، قهرمان اتحاد شوروی، و مدال دفاع از لنینگراد شده‌است.